# The AXIS Auditorium
Il The Axis Auditorium (da febbraio 2018 chiamato anche Zappos Theater) è un teatro che si trova al Planet Hollywood a Paradise, in Nevada.

## Concerti

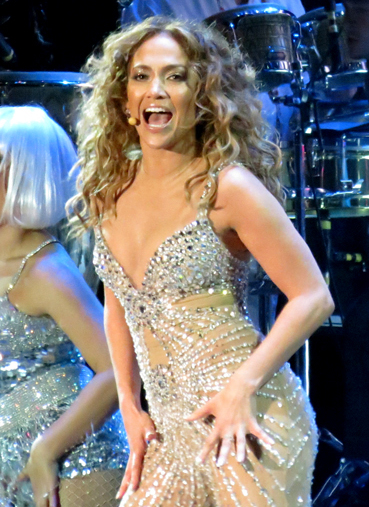
Jennifer Lopez in uno dei suoi show

Nel 2013 la popstar Britney Spears ha iniziato il suo residency show dal titolo Britney: Piece of Me , che si è conclusa il 31 dicembre 2017. Con 249 date in quattro anni è diventato uno dei residency show ad aver guadagnato di più con 900.000 biglietti e 135 milioni di dollari di incassi . Molte celebrità hanno assistito agli show: Beyoncé, Jay-Z, Katy Perry, Mario López, Selena Gomez, Sia, Paris Hilton e Jennifer Lopez. Quest'ultima ha seguito le orme della Spears firmando un contratto per il suo spettacolo Jennifer Lopez: All I Have.

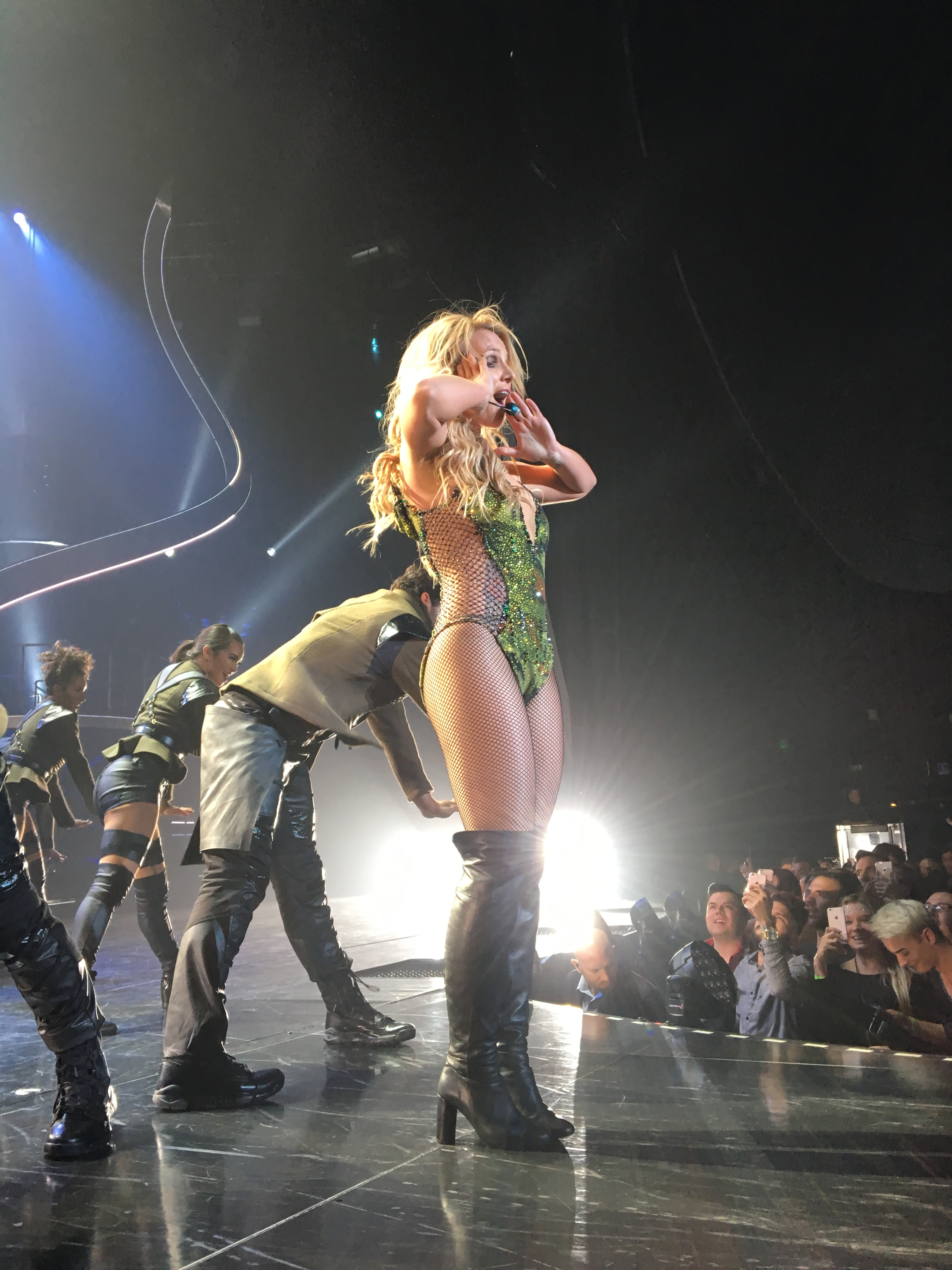
Britney Spears in uno dei suoi show

Una concert residency dei Backstreet Boys viene svolta dal 2017 al 2019 dal titolo Backstreet Boys: Larger Than Life. 
Gwen Stefani ha iniziato nel 27 Giugno 2018 la sua Residency nel teatro intitolata Just a Girl con le ultime date nel Novembre 2019.